# Dorfkirche Kötschau

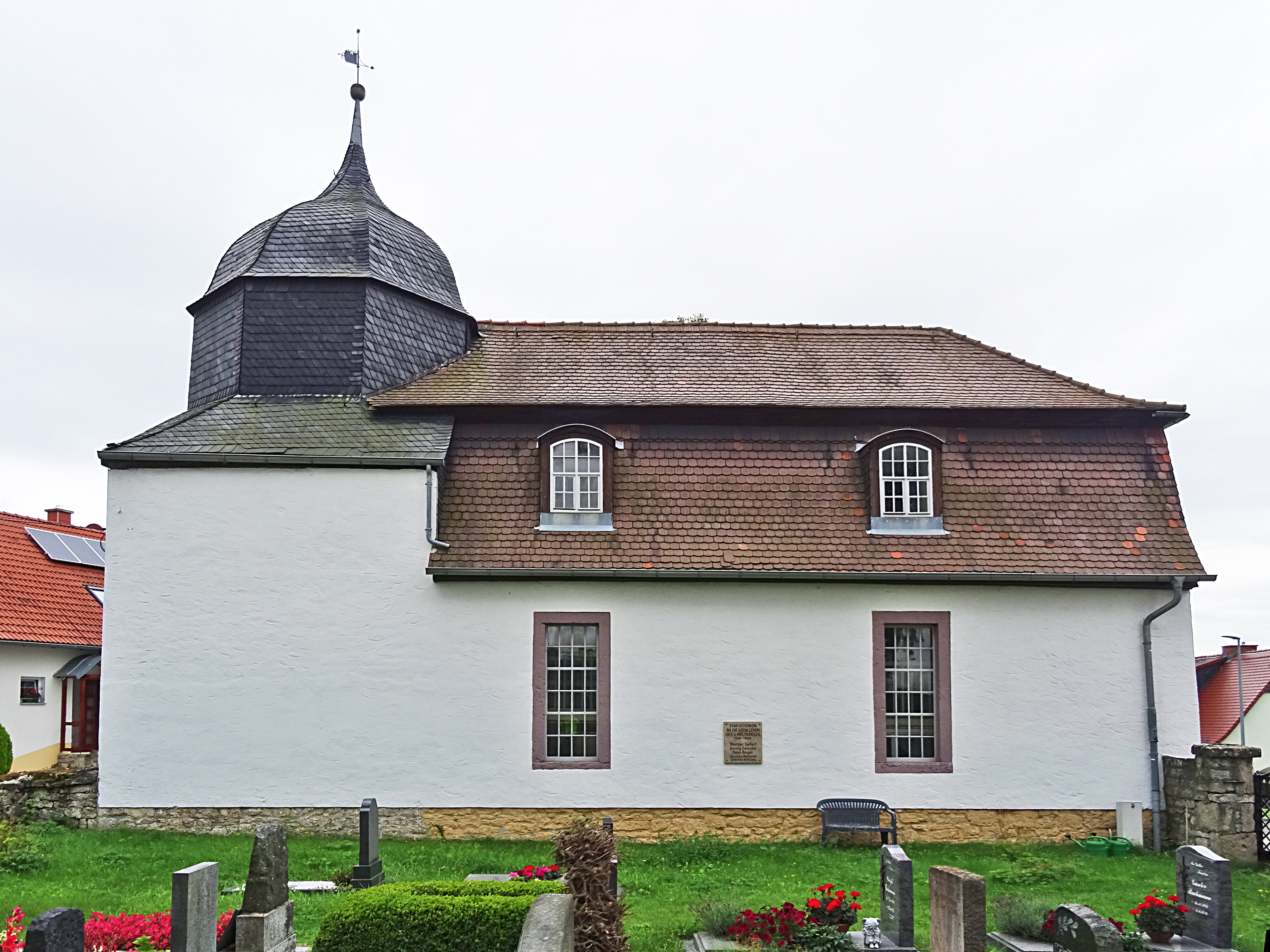
Kirche in Kötschau

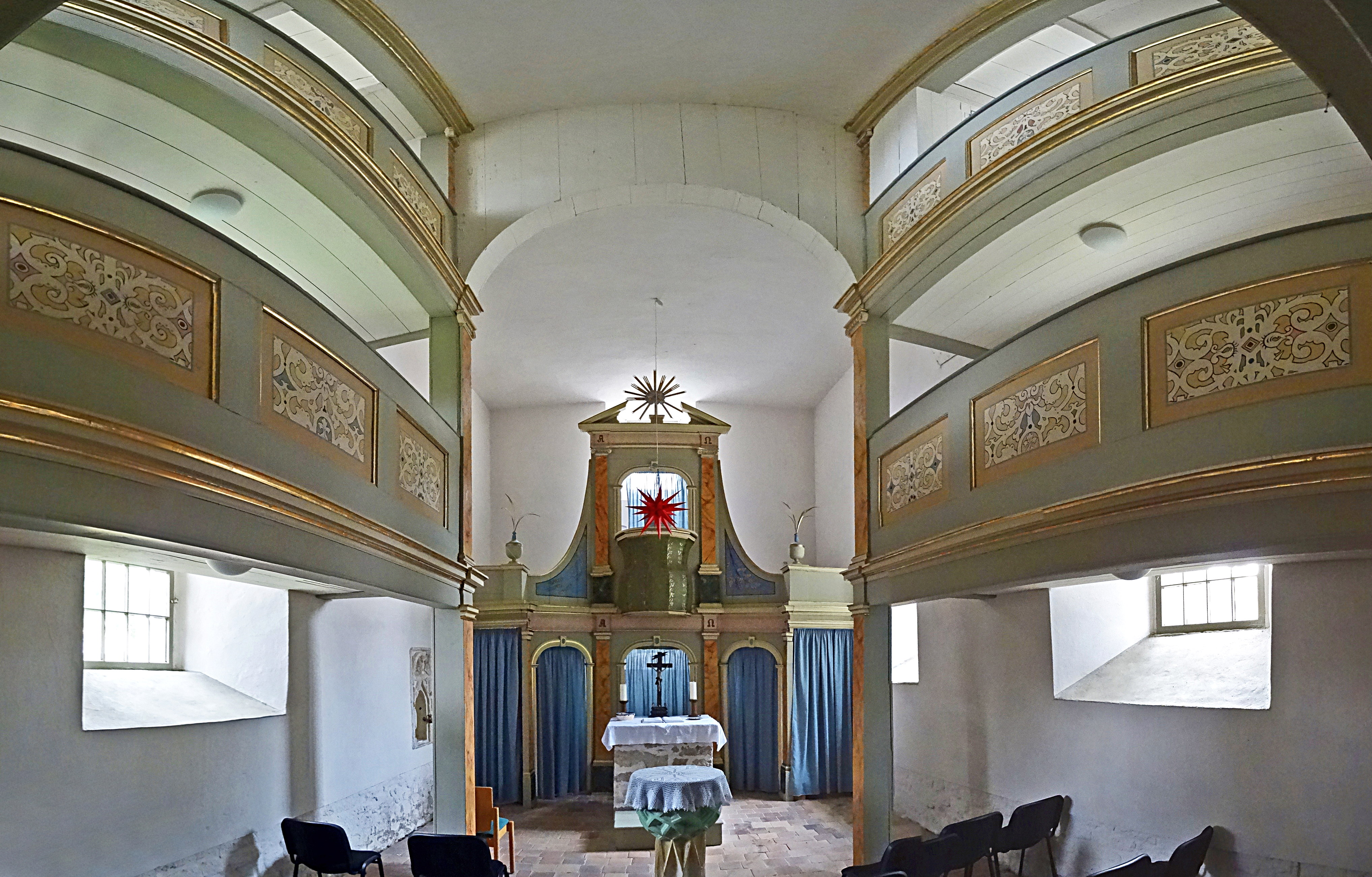
Innenansicht

Die kleine evangelische Dorfkirche im Ortsteil Kötschau der Gemeinde Großschwabhausen im Landkreis Weimarer Land in Thüringen befindet sich am Südrand des kleinen Ortes. Sie gehört zum Kirchspiel Großschwabhausen im Kirchenkreis Jena der Evangelischen Kirche in Mitteldeutschland.

## Beschreibung
Aus der spätgotischen Saalkirche, einer Chorturmkirche, entstand im 18. Jahrhundert eine barocke Emporenhalle mit schlichtem Kanzelaltar, zwei Emporen, einem Taufstein aus dem 16. Jahrhundert sowie Altar und Kanzel. 

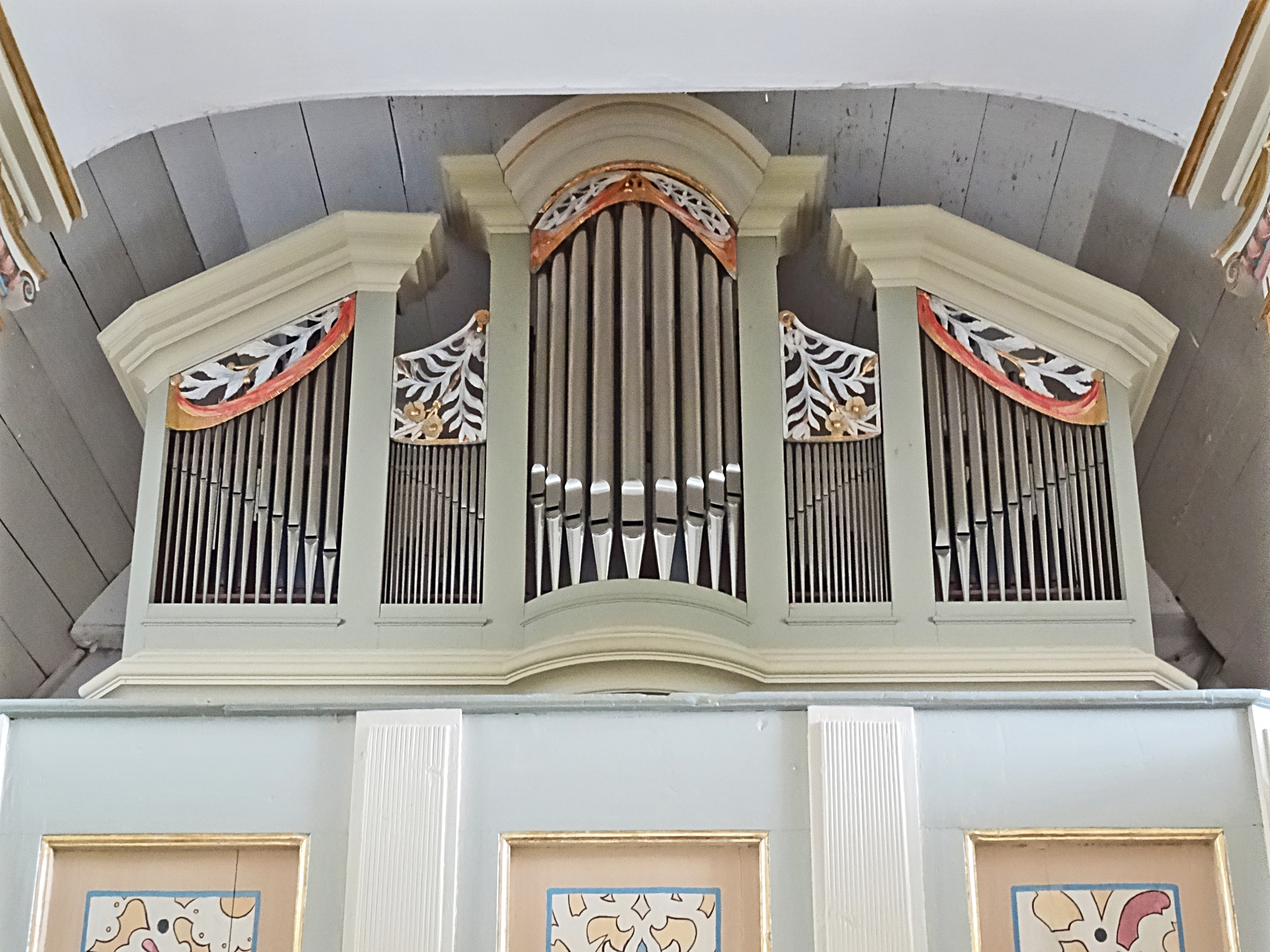
Gerhardt-Orgel

Unter der Orgelempore ist heute eine beheizbare Winterkirche eingerichtet.